# Peugeot 308 (2007)
La Peugeot 308 I è la prima generazione della Peugeot 308, un'autovettura prodotta dal 2007 al 2014 dalla casa automobilistica francese Peugeot.

## Profilo e storia

### Debutto
È stata lanciata nel settembre 2007 sul mercato subito dopo il Salone dell'auto di Francoforte, in cui è stata presentata, e si propone come la sostituta della 307, in listino dal 2001. La 308 viene prodotta presso gli stabilimenti PSA di Sochaux e Mulhouse in Francia mentre dal 2010 l'auto viene assemblata anche a Kaluga in Russia presso il nuovo impianto PCMA Rus realizzato in collaborazione con la Mitsubishi.

### Linea ed interni

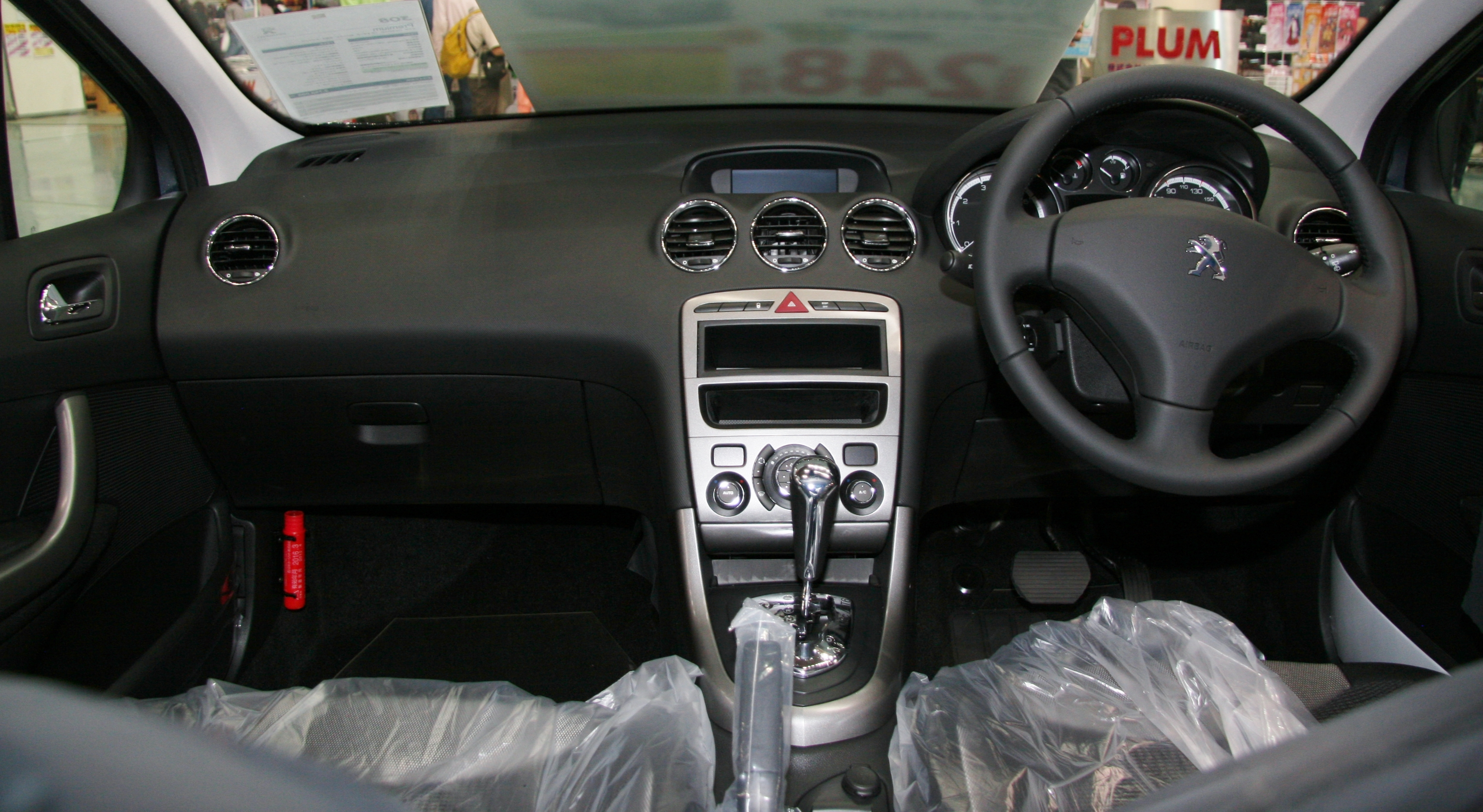
Abitacolo di una 308 del 2012

Il design della 308 è simile a quello delle "sorelle" 407 e 207, con il frontale caratterizzato dall'ampia calandra e dai fari a goccia. Le dimensioni, rispetto alla progenitrice, sono più generose (428 cm di lunghezza contro i 421 della 307). Il frontale mantiene quindi il family-feeling con gli altri modelli della gamma e risulta caratterizzato da un rigonfiamento sulla punta del muso. La fiancata si presenta elaborata e la coda è forse la parte più inedita dal punto di vista stilistico, grazie ai fari posteriori che partono dalla coda e finiscono per abbracciare una piccola parte del parafango posteriore. La coda è più sporgente.
Il bagagliaio, che con la vettura in configurazione a cinque posti non può fornire più di 348 litri di capienza massima, a schienale posteriore abbattuto vede la capacità salire a ben 1398 litri.

### Motori e meccanica
La 308 condivide il pianale con la precedente 307, opportunamente modificato, Nuove barre anti-intrusione nella zona frontale aumentano la sicurezza passiva del veicolo. Ciò ha contribuito all'incremento della rigidità torsionale, aumentata di circa il 10%.
Le carreggiate sono state maggiorate di 32 mm anteriormente e di 10 mm posteriormente. In generale, poi, il baricentro della vettura risulta leggermente più basso, grazie anche alla leggera riduzione dell'altezza del corpo vettura, scesa di 12 mm rispetto al modello progenitore, dal quale però mantiene la scelta volumetrica ad abitacolo "alto". La geometria delle sospensioni prevede un avantreno a ruote indipendenti di tipo MacPherson, mentre il retrotreno è a ruote interconnesse, con barra di torsione e barra antirollio integrata.
L'impianto frenante è a doppio circuito idraulico, con freni a disco sulle quattro ruote: quelli anteriori sono autoventilanti da 283 mm e quelli posteriori sono pieni e del diametro di 249 mm. Lo sterzo è a cremagliera con servosterzo elettrico ad incidenza variabile.
La 308 ha debuttato nell'autunno del 2007 con i seguenti motori:
- 1.4 16V: motore Prince ET3 a 4 cilindri da 1397 cm³ con potenza massima di 95 CV a 6000 giri/min;
- 1.6 16V: motore Prince EP6, con cilindrata di 1598 cm³ e 120 CV di potenza massima;
- 1.6 16v EP6DT: si tratta del 1.6 Prince sovralimentato mediante turbocompressore con potenza di 150 CV;
- 1.6 16V HDi: è il DV6 sviluppato dal Gruppo PSA in collaborazione con il gruppo Ford. Ha una cilindrata di 1560 cm³ ed è in grado di erogare 90 o 110 CV, a seconda delle versioni;
- 2.0 16V HDi: motore DW10ATED che deriva dal DW10 utilizzato alla fine degli anni novanta sulle 306 e 406, ma è stato evoluto in collaborazione con la Ford, e dispone di distribuzione a 4 valvole per cilindro, ferma restando la cilindrata iniziale di 1997 cm³. La potenza massima sale così a 136 CV.

Le motorizzazioni elencate potevano essere abbinate ad un cambio manuale a 5 marce o a 6 marce: quest'ultima variante di cambio era inizialmente prevista solo per il motore 2.0 HDi.

## Evoluzione

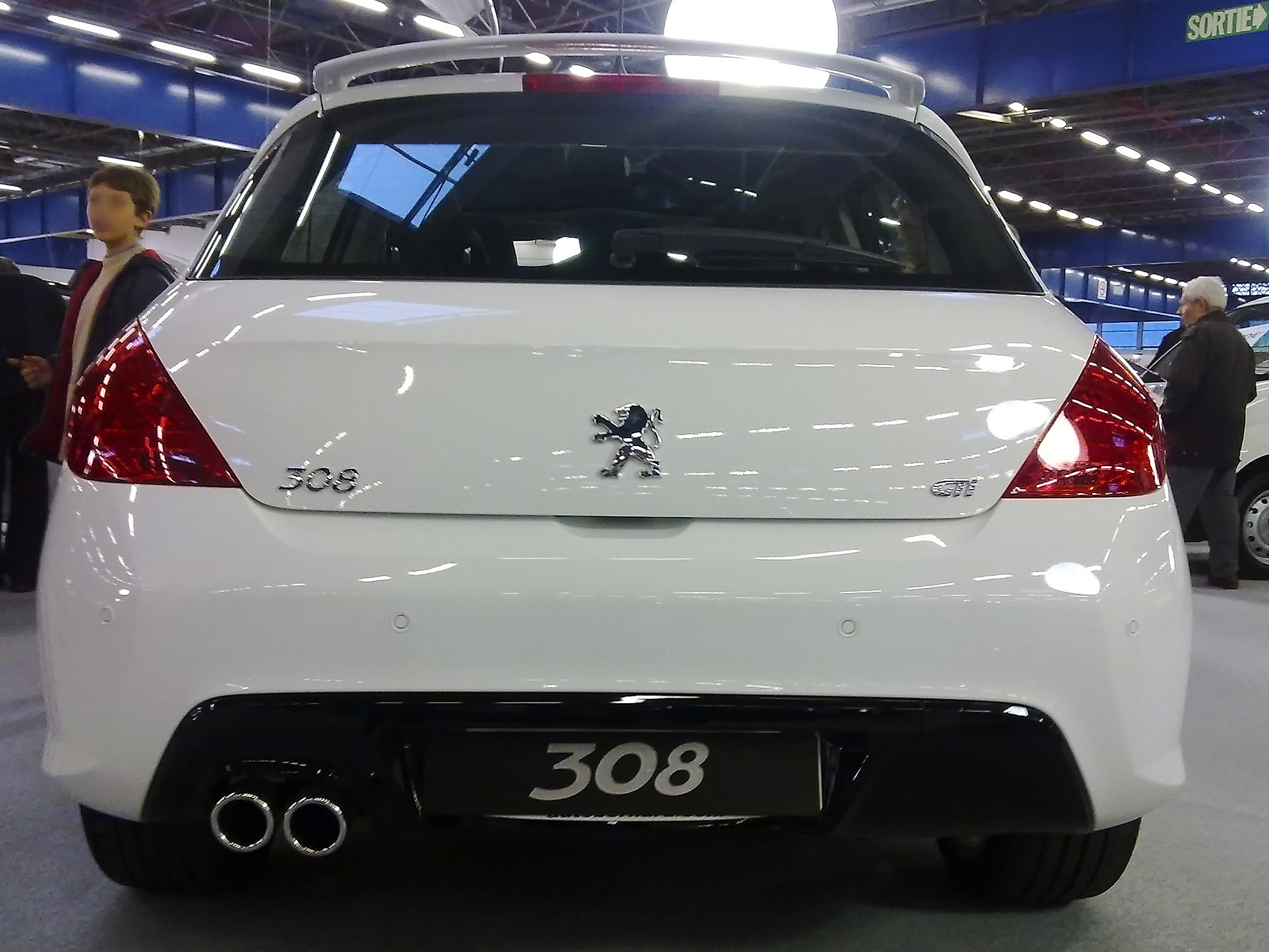
Posteriore di una Peugeot 308 GTi

Inizialmente la 308 è stata lanciata solo con carrozzeria a 5 porte, ma nel febbraio 2008 viene introdotta anche la versione a 3 porte, meccanicamente analoga alla prima, che viene però quasi subito ritirata dal mercato a causa dello scarso successo.
Inoltre, al momento del lancio, della 308 è stato presentato anche il prototipo definitivo della versione giardinetta, denominato Prologue.
Nel maggio del 2008 ha fatto il suo debutto la versione station wagon definitiva. Sempre nel 2008, ed in particolare al Salone di Ginevra viene presentata la 308 GT, dotata del 1.6 Prince ad iniezione diretta di benzina sovralimentato da un turbocompressore ed in grado di erogare 174 CV. Questo modello è stato lanciato subito dopo la presentazione. Nello stesso anno, poi, il 1.6 HDi da 109 CV viene accoppiato con un cambio a 6 marce al posto del precedente a 5 marce.
Nel 2009, la versione a tre porte della 308, viene tolta dal listino italiano, ma viene mantenuta in altri mercati fino alla fine del 2010, mentre il 2.0 HDi viene rivisitato per ottemperare alla normativa Euro 5 e passa così da 136 a 140 CV. Ma la novità più grande di quell'anno sta nel lancio della versione CC, avvenuto in primavera e con il quale la casa del leone intende proseguire la tradizione oramai consolidata delle coupé-cabriolet con tetto rigido ripiegabile.
Nel 2010, la gamma motori subisce diverse nuove rivisitazioni: sul fronte benzina, il 1.4 VTi passa da 95 a 98 CV, mentre il 1.6 THP da 150 CV sale a quota 156. E poi ancora la 308 GT viene tolta di produzione, sostituita dalla 308 GTi, mossa da un 1.6 turbo portato a ben 200 CV. L'unico motore immutato come prestazioni è il 1.6 aspirato, che però vede ridurre le sue emissioni inquinanti. Sul fronte dei diesel, invece, le novità si fanno più leggere: i due 1.6 HDi passano rispettivamente a 92 e 112 CV e si adeguano alle norme di inquinamento Euro 5.

### Restyling 2011

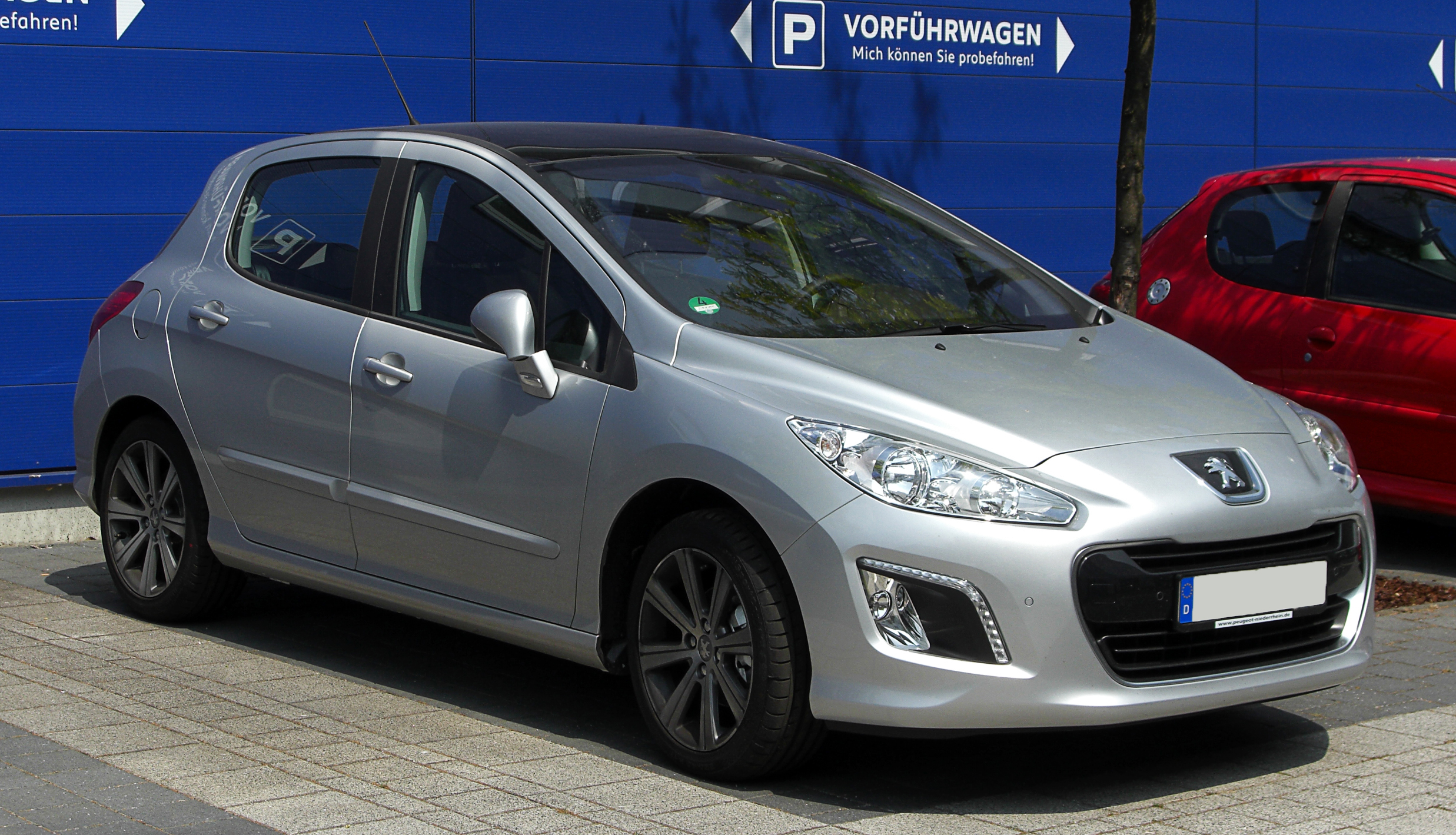
Peugeot 308 restyling del 2011

Nel 2011 al Salone di Ginevra viene presentato il restyling della 308: viene ridisegnato il frontale riprendendo le linee della Peugeot 508. Il paraurti anteriore, anch'esso ridisegnato, sfoggia ora delle prese d'aria laterali dal disegno simile a quello precedente, ma con luci diurne a led integrate. Posteriormente e lateralmente gli aggiornamenti sono più di dettaglio. Dal punto di vista dei motori, invece, una significativa novità è rappresentata dall'arrivo del motore 1.6 e-HDi con sistema Start&Stop integrato e con potenza di 112 CV. Tale motore va a sostituire il normale 1.6 HDi da 109 CV presente in gamma fino a quel momento. Inoltre, il 2 litri turbodiesel da 140 CV viene sostituito dal più moderno 2 litri da 163 CV. Infine, sul fronte dei motori a benzina, arriva anche il 1.6 turbo da 200 CV.
Nella tarda primavera del 2013 è stata svelata la seconda generazione della 308, che manterrà la stessa denominazione in virtù di una nuova politica di denominazione adottata dalla casa francese per le proprie vetture. Durante l'estate la 308 prima serie in versione berlina viene eliminata dalla maggior parte dei listini europei. Nell'autunno seguente viene soppiantata dal nuovo modello, mentre la SW le resistette ancora qualche mese.

### 308 SW
Questa versione, che va a sostituire la corrispondente versione familiare della 307, viene introdotta nel maggio del 2008 e nasce sul pianale allungato di 10 cm della berlina, della quale riprende il frontale, mentre la parte posteriore ricorda da vicino quella della più piccola 207 SW, soprattutto grazie al particolare disegno "a falce" dei gruppi ottici. Rispetto alla 307 SW, la 308 SW è più lunga di 7 cm, a vantaggio dell'abitabilità interna. Per quanto riguarda lo spazio interno, ed più in particolare la volumetria del bagagliaio, si parte da una capacità di 526 litri con tutti i sedili presenti, per arrivare a 1887 litri se si abbatte tutto l'abbattibile lasciando operativi solo i due sedili anteriori.

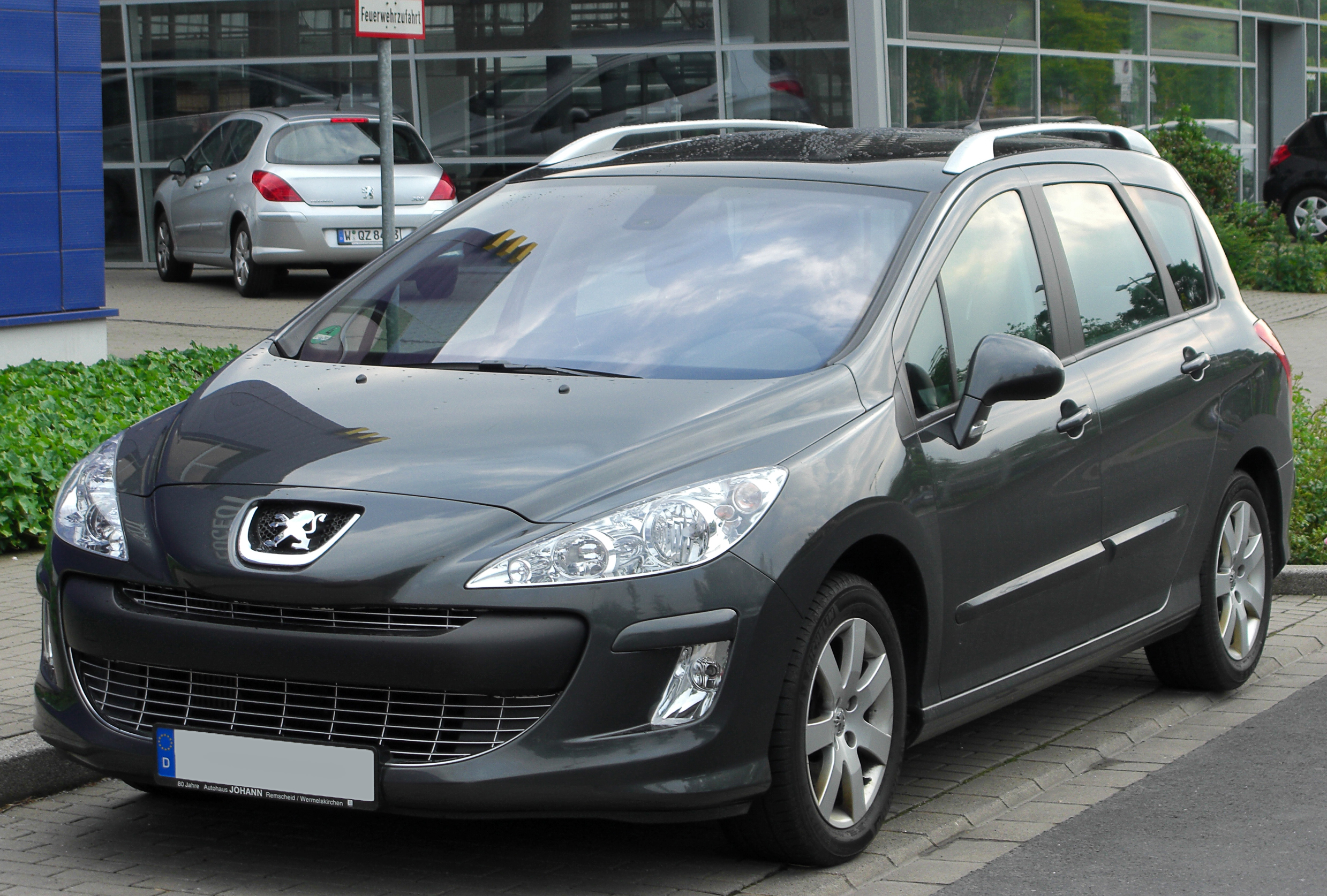
Una 308 SW pre-restyling...

Nella configurazione "5+2" di fatto il bagagliaio si annulla. I sedili si possono ribaltare e anche spingere in avanti pur non scomparendo mai del tutto nel piano di carico. Le motorizzazioni sono le stesse delle corrispondente versione berlina, così come analoga è la dotazione, decisamente completa. Anche l'evoluzione dei motori nel corso degli anni ricalca quanto già visto nel caso della berlina. Unica eccezione è l'assenza di una versione GTi da 200 CV nella gamma SW.

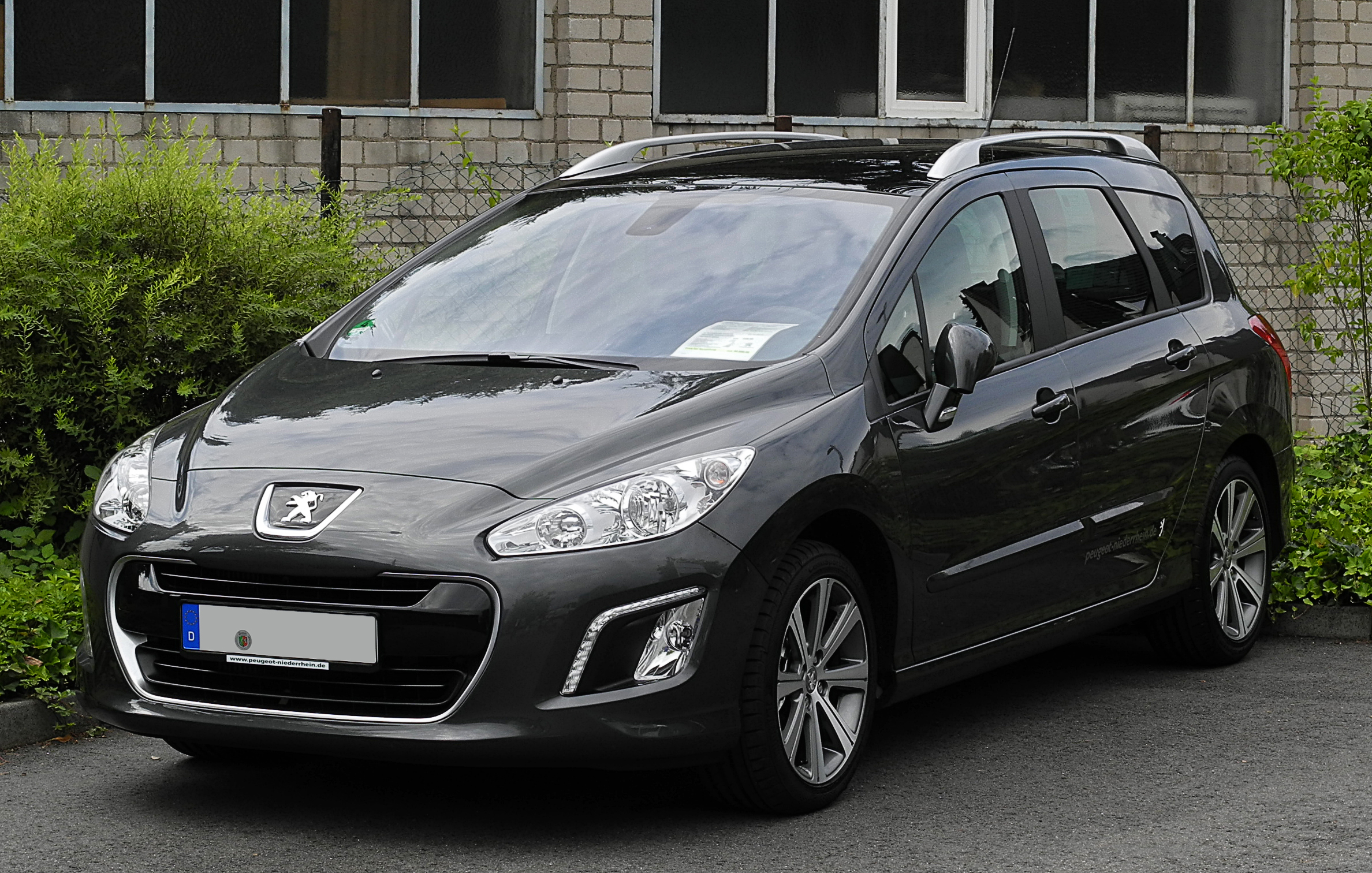
e post-restyling

Alla fine del 2013 vengono diffuse le foto ufficiali della nuova 308 SW, che sarà presentata a Ginevra l'anno seguente e che sostituirà la prima generazione a partire dal mese di maggio.

### 308 CC

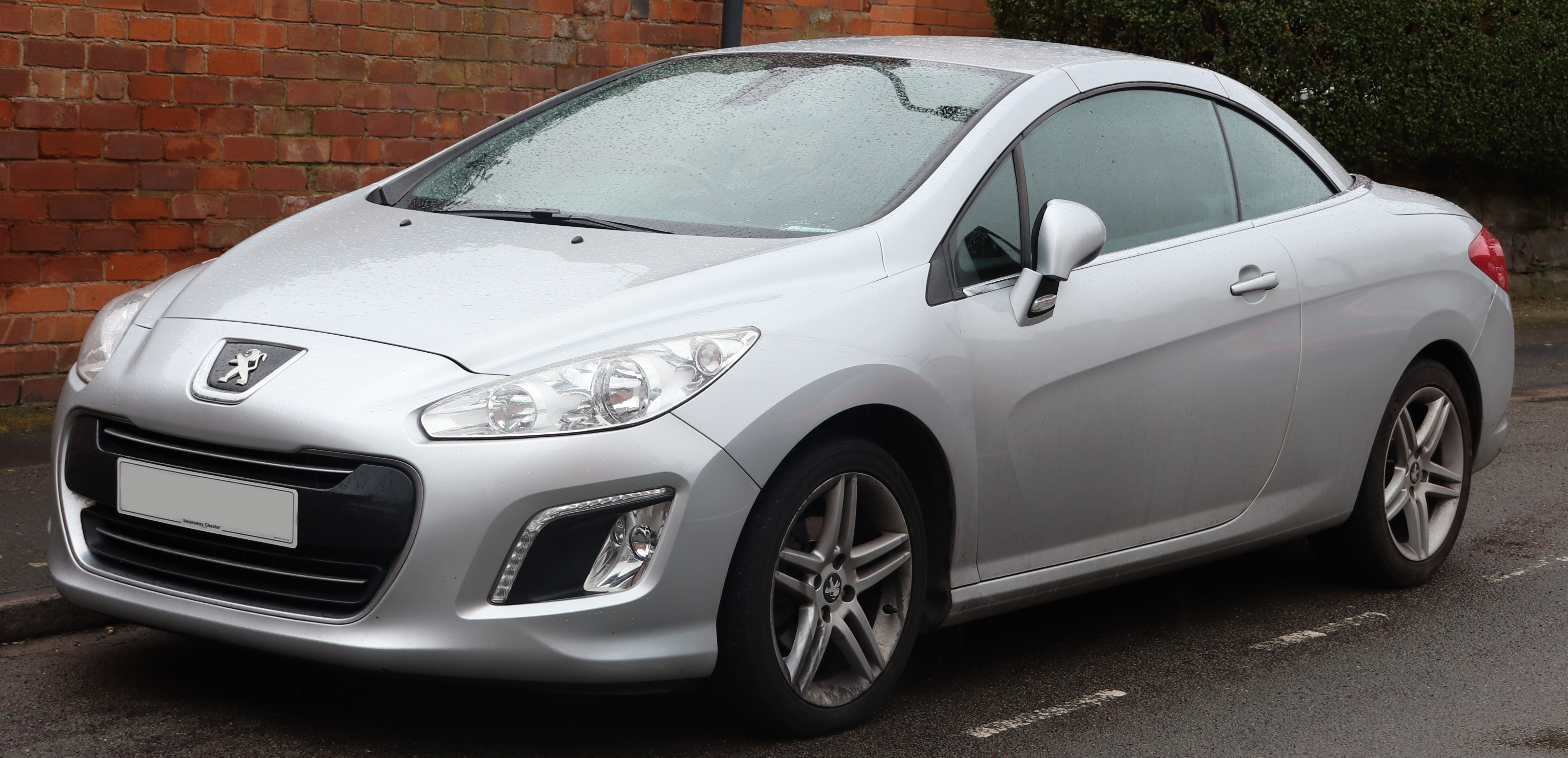
Una Peugeot 308 CC post-restyling

Nel mese di ottobre del 2008, al Salone di Parigi, viene presentata la 308 CC, erede della corrispondente versione della 307 CC. La 308 CC viene posta in vendita dal mese di marzo 2009. La 308 CC propone per la prima volta su una Peugeot il sistema Airwave, che consente di viaggiare in configurazione aperta anche durante la stagione fredda; consiste in un getto d'aria calda che provvede al riscaldamento del collo. Altri aggiornamenti riguardano la sicurezza, con un nuovo airbag per la testa, mentre dietro ai sedili posteriori è stato montato un roll-bar ad estrazione automatica in caso di ribaltamento; con questi accorgimenti la versione CC è stata sottoposta al test EuroNCAP nel 2008, raggiungendo le 5 stelle come la versione a tetto rigido. Esteticamente, oltre alla configurazione con tetto ripiegabile, la 308 CC offre una coda dal disegno più dinamico, contraddistinta dal paraurti con finto estrattore d'aria. Meccanicamente la 308 CC viene inizialmente offerta con due motori, ossia il 1.6 THP da 150 CV ed il 2 litri HDi da 140 CV, entrambi omologati Euro 5. Poco tempo dopo, si aggiunge anche il 1.6 HDi da 112 CV. Pertanto, nel caso della CC, il 1.6 HDi entra nella gamma direttamente in versione Euro 5.

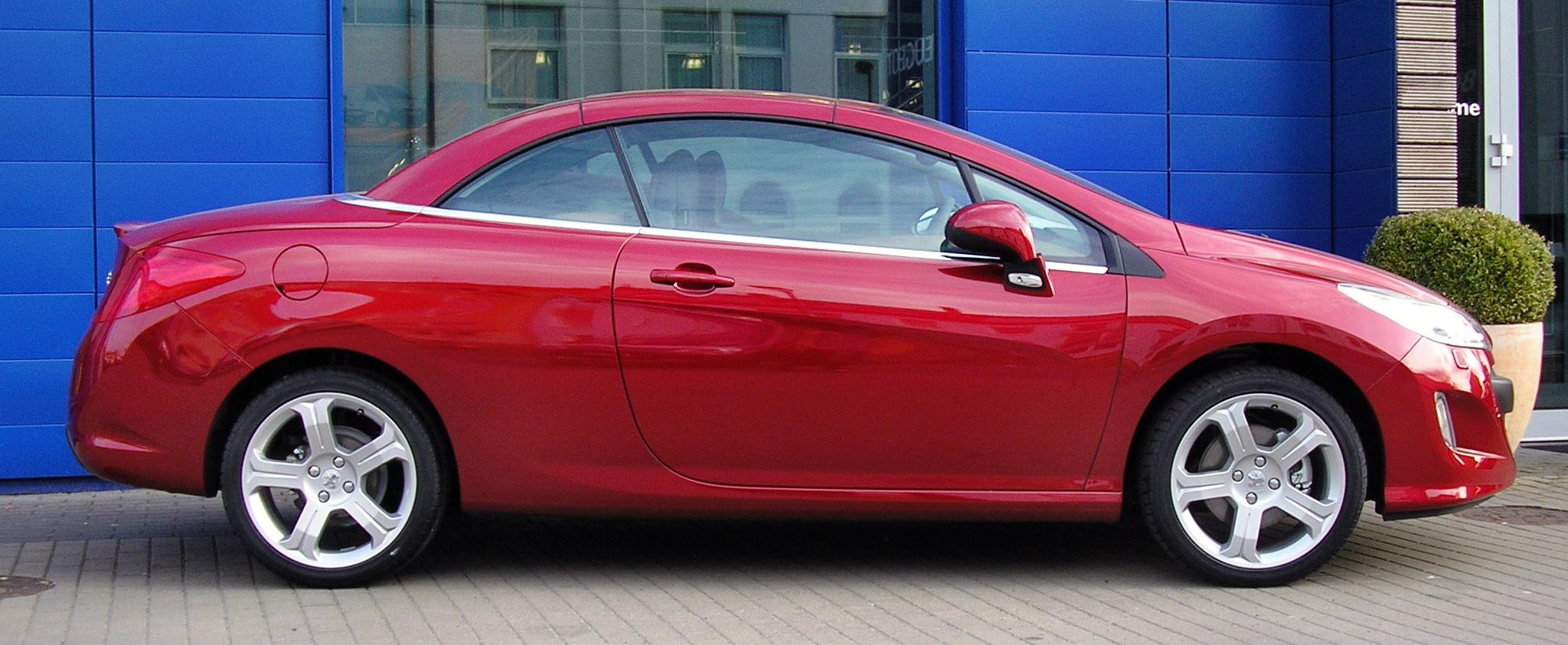
Vista laterale di una Peugeot 308 CC

Nel 2010, il 1.6 THP viene portato a 156 CV, come peraltro anche la berlina e la SW. Infine, nel Giugno del 2011, viene presentata la 308 CC restyling, con motori, nella versione e-Hdi, Start & Stop di ultima generazione. Esteticamente, viene rinnovato il frontale, aggiungendo i led diurni, nonché modificando la griglia d'aria, paraurti, fari e luci fendinebbia.
Da quel momento in poi cominciò la parabola discendente della coupé-cabriolet francese: nel 2013 scomparve dai listini la versione THP da 200 CV. Ma questo modello ha continuato a rimanere in listino per oltre un anno dopo l'arrivo della seconda generazione della 308. La sua produzione ha cessato alla fine del 2014, ma per i primi mesi dell'anno seguente ha continuato ad essere presente in alcuni listini europei allo scopo di smaltire le scorte giacenti in stock.

## Riepilogo caratteristiche
Di seguito vengono mostrate le caratteristiche delle versioni previste per la gamma 308. I prezzi riportati si riferiscono al livello di allestimento più economico previsto per ogni motorizzazione, ed al momento del debutto in Italia.
| Peugeot 308 berlina (2007-13)                                                                |            |                |                                       |                |                |                    |                    |              |                     |                    |                      |                    |
| Modello                                                                                      | Motore     | Cilindrata cm³ | Alimentazione                         | Potenza CV/rpm | Coppia Nm/rpm  | Cambio/ N°rapporti | Massa a vuoto (kg) | Velocità max | Acceler. 0–100 km/h | Consumo (l/100 km) | Emissioni CO2 (g/km) | Anni di produzione |
| Versioni a benzina                                                                           |            |                |                                       |                |                |                    |                    |              |                     |                    |                      |                    |
| 1.4 16v VTi                                                                                  | EP3        | 1397           | Iniezione elettronica indiretta       | 95/6000        | 136/4000       | M/5                | 1.262              | 182          | 12"4                | 6.5                | 155                  | 2007-10            |
| 1.4 16v VTi                                                                                  | EP3        | 1397           | Iniezione elettronica indiretta       | 98/6000        | 136/4000       | M/5                | 1.271              | 182          | 14"3                | 6.3                | 144                  | 2010-13            |
| 1.6 16v VTi                                                                                  | EP6        | 1598           | Iniezione elettronica indiretta       | 120/6000       | 160/4250       | M/5                | 1.287              | 195          | 10"8                | 6.7                | 159                  | 2007-10            |
| 1.6 16v VTi                                                                                  | EP6        | 1598           | Iniezione elettronica indiretta       | 120/6000       | 160/4250       | M/5                | 1.287              | 195          | 10"8                | 6.4                | 147                  | 2010-13            |
| 1.6 16v THP                                                                                  | EP6DT      | 1598           | iniezione diretta + turbo twin scroll | 150/5800       | 240/ 1400-5000 | M/5                | 1.314              | 213          | 8"8                 | 7.1                | 167                  | 2007-10            |
| 1.6 16v THP                                                                                  | EP6DT      | 1598           | iniezione diretta + turbo twin scroll | 156/6000       | 240/ 1400-5000 | M/6                | 1.315              | 214          | 9"6                 | 6.7                | 155                  | 2010-13            |
| 1.6 16v GT                                                                                   | EP6DTS     | 1598           | iniezione diretta + turbo twin scroll | 174/5500       | 260/ 1700-4500 | M/6                | 1.396              | 225          | 8"3                 | 7.6                | 180                  | 2008-10            |
| 1.6 16v GTi                                                                                  | EP6DTS     | 1598           | iniezione diretta + turbo twin scroll | 200/5800       | 275/ 1700-4000 | M/6                | 1.399              | 235          | 7"7                 | 6.9                | 159                  | 2010-13            |
| Versioni diesel                                                                              |            |                |                                       |                |                |                    |                    |              |                     |                    |                      |                    |
| 1.6 HDi                                                                                      | DV6ATED    | 1560           | Turbodiesel common rail               | 90/4000        | 215/1750       | M/5                | 1.301              | 180          | 12"6                | 4.7                | 125                  | 2007-10            |
| 1.6 HDi                                                                                      | DV6D       | 1560           | Turbodiesel common rail               | 92/4000        | 230/1750       | M/5                | 1.311              | 181          | 12"4                | 4.4                | 115                  | 2010-131           |
| 1.6 HDi                                                                                      | DV6TED4    | 1560           | Turbodiesel common rail               | 109/4000       | 240/1750       | M/5                | 1.322              | 190          | 11"3                | 4.7                | 125                  | 2007-08            |
| 1.6 HDi                                                                                      | DV6TED4    | 1560           | Turbodiesel common rail               | 109/4000       | 240/1750       | M/6                | 1.337              | 190          | 11"4                | 4.9                | 129                  | 2008-10            |
| 1.6 e-HDi                                                                                    | DV6C e-HDi | 1560           | Turbodiesel common rail               | 112/3600       | 270/1750       | M/61               | 1.337              | 192          | 11"4                | 4.6                | 119                  | 2011-12            |
| 1.6 e-HDi                                                                                    | DV6C e-HDi | 1560           | Turbodiesel common rail               | 115/3600       | 285/1750       | M/6                | 1.337              | 190          | 12"5                | 4.6                | 103                  | 2012-13            |
| 2.0 HDi                                                                                      | DW10TED4   | 1997           | Turbodiesel common rail               | 136/4000       | 320/2000       | M/6                | 1.408              | 205          | 10"1                | 5.5                | 146                  | 2007-10            |
| 2.0 HDi                                                                                      | DW10TED4   | 1997           | Turbodiesel common rail               | 140/4000       | 320/2000       | M/6                | 1.421              | 205          | 11"                 | 5.5                | 144                  | 2009-132           |
| 2.0 HDi                                                                                      | DW10D      | 1997           | Turbodiesel common rail               | 150/3750       | 340/2000       | M/6                | 1.398              | 205          | 8"8                 | 4.9                | 129                  | 2010-13            |
| 2.0 HDi                                                                                      | DW10C      | 1997           | Turbodiesel common rail               | 163/3750       | 340/ 2000-3000 | A/6                | 1.428              | 202          | 9"6                 | 6.3                | 164                  | 2010-13            |
| 1A richiesta con cambio robotizzato a 6 marce 2Per il mercato italiano solo dal 2010 al 2011 |            |                |                                       |                |                |                    |                    |              |                     |                    |                      |                    |

| Peugeot 308 SW (dal 2008)                                           |            |                |                                       |                |                |                    |                    |              |                     |                    |                      |                    |
| Modello                                                             | Motore     | Cilindrata cm³ | Alimentazione                         | Potenza CV/rpm | Coppia Nm/rpm  | Cambio/ N°rapporti | Massa a vuoto (kg) | Velocità max | Acceler. 0–100 km/h | Consumo (l/100 km) | Emissioni CO2 (g/km) | Anni di produzione |
| Versioni a benzina                                                  |            |                |                                       |                |                |                    |                    |              |                     |                    |                      |                    |
| 1.4 16v VTi                                                         | EP3        | 1397           | Iniezione elettronica indiretta       | 95/6000        | 136/4000       | M/5                | 1.320              | 178          | 13"8                | 6.7                | 159                  | 2008-10            |
| 1.4 16v VTi                                                         | EP3        | 1397           | Iniezione elettronica indiretta       | 98/6000        | 136/4000       | M/5                | 1.320              | 178          | 13"4                | 6.3                | 144                  | 2010-14            |
| 1.6 16v VTi                                                         | EP6        | 1598           | Iniezione elettronica indiretta       | 120/6000       | 160/4250       | M/5                | 1.335              | 189          | 11"5                | 6.9                | 165                  | 2008-10            |
| 1.6 16v VTi                                                         | EP6        | 1598           | Iniezione elettronica indiretta       | 120/6000       | 160/4250       | M/5                | 1.350              | 189          | 11"5                | 6.4                | 147                  | 2010-14            |
| 1.6 16v THP                                                         | EP6DT      | 1598           | iniezione diretta + turbo twin scroll | 150/5800       | 240/ 1400-5000 | M/5                | 1.411              | 209          | 9"6                 | 7.5                | 177                  | 2008-10            |
| 1.6 16v THP                                                         | EP6DT      | 1598           | iniezione diretta + turbo twin scroll | 156/6000       | 240/ 1400-5000 | M/6                | 1.481              | 211          | 10"6                | 7.1                | 165                  | 2010-14            |
| 1.6 16v GT                                                          | EP6DTS     | 1598           | iniezione diretta + turbo twin scroll | 174/5500       | 260/ 1700-4500 | M/6                | 1.449              | 215          | 9"                  | 7.8                | 185                  | 2008-10            |
| Versioni diesel                                                     |            |                |                                       |                |                |                    |                    |              |                     |                    |                      |                    |
| 1.6 HDi                                                             | DV6ATED4   | 1560           | Turbodiesel common rail               | 90/4000        | 215/1750       | M/5                | 1.378              | 174          | 13"3                | 4.7                | 125                  | 2008-10            |
| 1.6 HDi                                                             | DV6D       | 1560           | Turbodiesel common rail               | 92/4000        | 230/1750       | M/5                | 1.378              | 176          | 12"9                | 4.5                | 119                  | 2010-14            |
| 1.6 HDi                                                             | DV6TED4    | 1560           | Turbodiesel common rail               | 109/4000       | 240/1750       | M/6                | 1.407              | 185          | 11"9                | 5.1                | 134                  | 2008-11            |
| 1.6 e-HDi                                                           | DV6C e-HDi | 1560           | Turbodiesel common rail               | 112/3600       | 270/1750       | M/61               | 1.407              | 185          | 11"9                | 4.5                | 114                  | 2011-14            |
| 2.0 HDi                                                             | DW10TED4   | 1997           | Turbodiesel common rail               | 136/4000       | 320/2000       | M/6                | 1.500              | 202          | 11"1                | 5.9                | 155                  | 2008-10            |
| 2.0 HDi                                                             | DW10TED4   | 1997           | Turbodiesel common rail               | 140/4000       | 320/2000       | M/6                | 1.575              | 201          | 11"8                | 5.9                | 155                  | 2009-142           |
| 2.0 HDi                                                             | DW10D      | 1997           | Turbodiesel common rail               | 150/3750       | 340/2000       | M/6                | 1.525              | 205          | 9"8                 | 5.1                | 134                  | 2011-14            |
| 2.0 HDi                                                             | DW10C      | 1997           | Turbodiesel common rail               | 163/3750       | 340/ 2000-3000 | A/6                | 1.603              | 205          | 8"8                 | 4.9                | 129                  | 2010-14            |
| 1 Non per l'Italia 2 dal 2010 al 2011 anche per il mercato italiano |            |                |                                       |                |                |                    |                    |              |                     |                    |                      |                    |

| Peugeot 308 CC (dal 2009) |            |                |                                       |                |                |                    |                    |              |                     |                    |                      |                    |
| Modello                   | Motore     | Cilindrata cm³ | Alimentazione                         | Potenza CV/rpm | Coppia Nm/rpm  | Cambio/ N°rapporti | Massa a vuoto (kg) | Velocità max | Acceler. 0–100 km/h | Consumo (l/100 km) | Emissioni CO2 (g/km) | Anni di produzione |
| Versioni a benzina        |            |                |                                       |                |                |                    |                    |              |                     |                    |                      |                    |
| 1.6 16v VTi               | EP6        | 1598           | Iniezione elettronica indiretta       | 120/6000       | 160/4250       | M/5                | 1.405              | 195          | 12"5                | 6.9                | 159                  | 2009-13            |
| 1.6 16v THP               | EP6DT      | 1598           | iniezione diretta + turbo twin scroll | 150/5800       | 240/ 1400-5000 | M/6                | 1.437              | 215          | 10"4                | 7.5                | 177                  | 2009-10            |
| 1.6 16v THP               | EP6DT      | 1598           | iniezione diretta + turbo twin scroll | 156/6000       | 240/ 1400-5000 | M/6                | 1.440              | 215          | 9"6                 | 7.2                | 167                  | dal 2010           |
| 1.6 16v THP               | EP6DTS     | 1598           | iniezione diretta + turbo twin scroll | 200/5800       | 275/ 1700-4000 | M/6                | 1.535              | 237          | 8"3                 | 7                  | 162                  | 2011-13            |
| Versioni diesel           |            |                |                                       |                |                |                    |                    |              |                     |                    |                      |                    |
| 1.6 HDi                   | DV6C       | 1560           | Turbodiesel common rail               | 112/3600       | 230/1750       | M/6                | 1.450              | 192          | 12"2                | 5.3                | 138                  | 2010-11            |
| 1.6 e-HDi                 | DV6C e-HDi | 1560           | Turbodiesel common rail               | 112/3600       | 230/1750       | M/6                | 1.535              | 191          | 12"2                | 4.7                | 123                  | dal 2011           |
| 2.0 HDi                   | DW10TED4   | 1997           | Turbodiesel common rail               | 140/4000       | 320/2000       | M/6                | 1.524              | 208          | 10"8                | 5.9                | 155                  | 2009-10            |
| 2.0 HDi                   | DW10C      | 1997           | Turbodiesel common rail               | 163/3750       | 340/ 2000-3000 | M/6                | 1.577              | 209          | 8"9                 | 5.8                | 149                  | dal 2010           |

## Modelli derivati
Della 308 è stata prodotta anche una versione denominata RCZ, sul mercato a partire dal 2010, che prefigura una variante coupé con carrozzeria bassa.
Sulla base della 308 è stato realizzato inoltre un crossover, denominata 3008 che ha fatto il suo debutto nel giugno 2009. Poco dopo sarebbe stata introdotta una monovolume di taglia media commercializzata come Peugeot 5008.

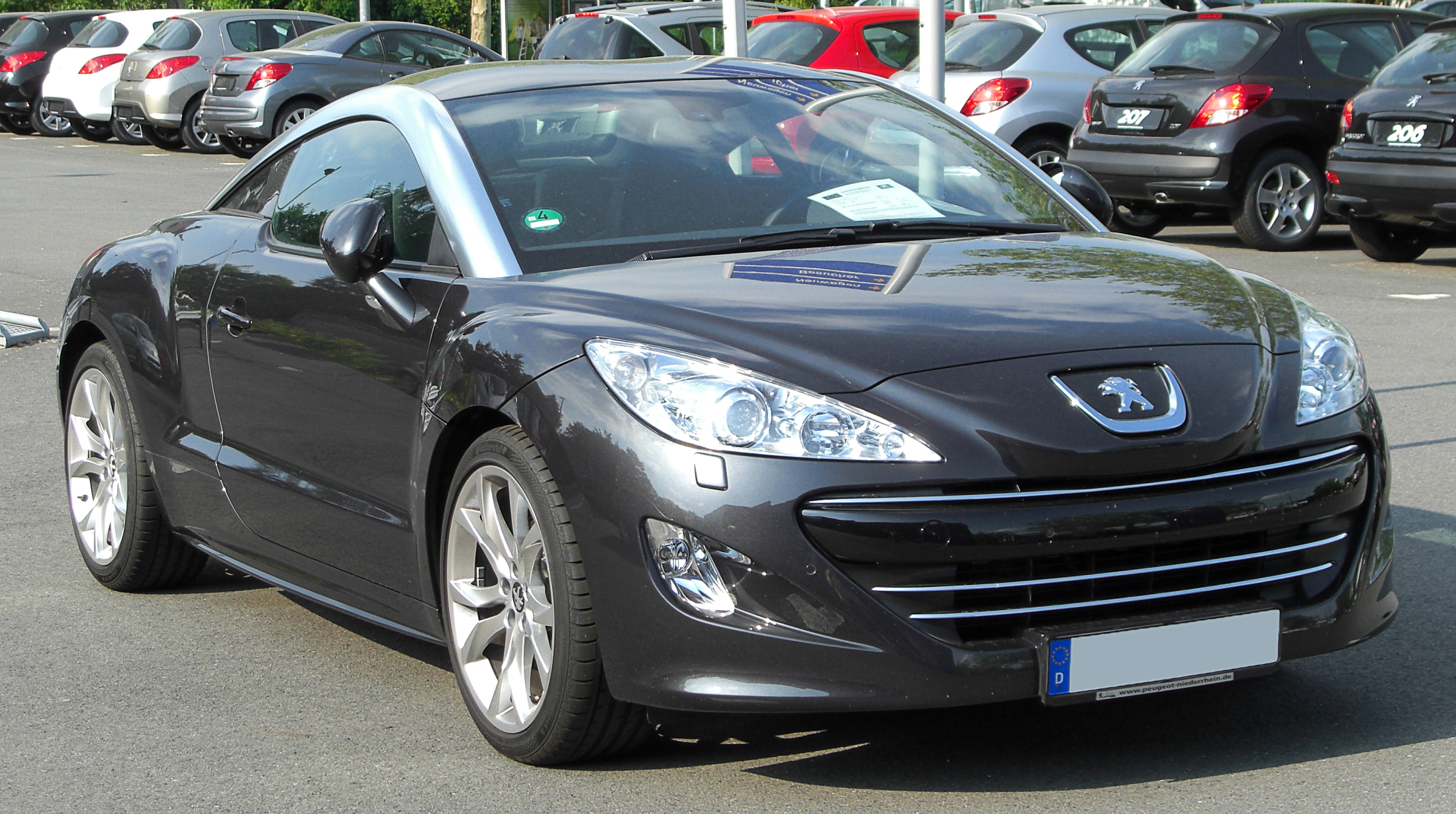
Una Peugeot RCZ

Si tratta della prima monovolume media della casa del leone, se si esclude il modello Partner, che è una multispazio (o ludospace, come viene a volte chiamato questo genere di vetture). Invece, il 24 gennaio del 2010 è stata presentata la Peugeot 408 che, a dispetto del nome, non è l'erede della 407, ma una 308 a tre volumi costruita in Cina dalla Dongfeng, joint-venture tra il Gruppo PSA ed il costruttore cinese Dongfeng Motor Corporation. Tale berlina sarà destinata appunto proprio ai mercati emergenti come la Cina.

## Attività sportiva

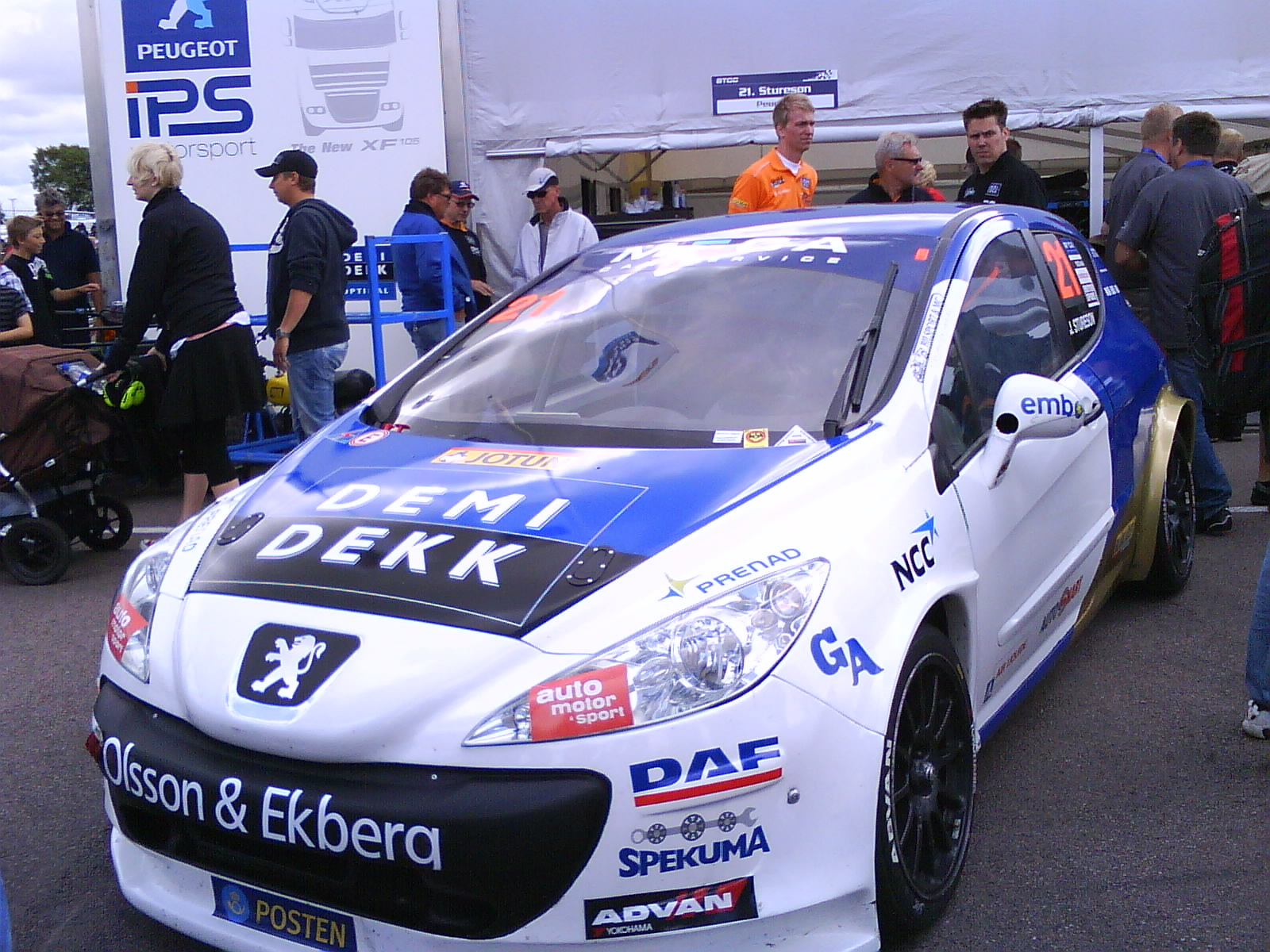
Peugeot 308 STCC del 2009 guidata da Johan Stureson

La 308 è stata iscritta a partire dal 2008 al campionato svedese STCC. Era dotata di un propulsore PSA EW10 2.0 litri potenziato gestito da un cambio Hewland EGT a sei rapporti. L'impianto frenante era realizzato dalla AP e il serbatoio è stato ingrandito per alloggiare 60 litri di carburante. Il più notevole risultato fu la vittoria nell'edizione del 2009.